# Josep Maria Carbonell i Abelló
Josep Maria Carbonell i Abelló (Barcelona, 3 de març de 1957) és Doctor per la Universitat Ramon Llull. Llicenciat en Filosofia i Lletres per la Universitat Autònoma de Barcelona l'any 1979, és professor de la Facultat de Comunicació Blanquerna de la Universitat Ramon Llull des de 1996 i va ser-ne degà del 2011 al 2022. Actualment, des del 3 d'Octubre del 2022, és el president de la Fundació Blanquerna - Universitat Ramon Llull (Blanquerna - URL).

## Biografia
Degà de la Facultat de Comunicació i Relacions Internacionals Blanquerna - Universitat Ramon Llull (2011-2022) i president de la Fundació Joan Maragall (2010-2018). Llicenciat en filosofia i Lletres per la Universitat Autònoma de Barcelona i doctor en Comunicació per la Universitat Ramon Llull. El 1975 entra a formar part del Moviment d'Universitaris i Estudiants Cristians MUEC, on tingué càrrecs directius, i després fou durant quatre anys a París secretari general del Moviment Internacional d'Estudiants Catòlics (MIEC-Pax Romana), en representació d'aquest organització fou Consultor d'ONG de joventut de la UNESCO, i preparà especialment l'Any Internacional de la Joventut. Durant la seva etapa universitària es vincula a Convergència Socialista de Catalunya CSC, més tard al PSC, i ajuda a crear el Moviment de Joves Socialistes de Catalunya. Del 1983 a 1986 com cap del Servei de Joventut de la Diputació de Barcelona crearà i consolidarà aquest departament. El 1986 serà nomenat cap de Gabinet del president de la Diputació de Barcelona Antoni Dalmau i Ribalta on hi serà fins al 1995. Ha estat membre de la Junta del CIDOB (1989-1995). És membre i va ser vicepresident de l'organització internacional catòlica Pax Romana.
Diputat del PSC al Parlament de Catalunya en les legislatures 1995, 1999 i 2003. Durant aquest temps va presidir la Comissió de Control Parlamentari de la Corporació Catalana de Ràdio i Televisió. Ha estat secretari de Formació (1996-2000) i de Cultura i Audiovisual (2000-2004) de la Comissió Executiva del PSC.
El 2004 fou nomenat conseller i posteriorment president del Consell de l'Audiovisual de Catalunya (CAC) -en substitució de Francesc Codina i Castillo-, institució que va dirigir fins a l'any 2009. El 2004 també participà en la creació del portal d'informació religiosa de Catalunya Catalunyareligió.cat,. Des de 2011 va convertir-se en el primer laic que presideix la Fundació Joan Maragall, creada per promoure el diàleg entre cristianisme i cultura. Des del 2015 és membre del Consell d'Administració d'Informació i Comunicació de Barcelona SA Spm, entitat gestora de BTV i Barcelona FM.

## Obres
- Carbonell Abelló, Josep Maria. Temps diàspora.  Barcelona: FRC-Mediterrània, 2002.
- Carbonell Abelló, Josep Maria. El primer poder.  Barcelona: Mina, 2008.
- Carbonell Abelló, Josep Maria. El futur de la comunicació. Xarxes, mitjans i poder.  Barcelona: UOC, 2011.
- Carbonell Abelló, Josep Maria. Creure encara? Deu meditacions.  Barcelona: Viena Edicions, 2016. ISBN 978-84-8330-885-1 [Consulta: 23 agost 2016]. Arxivat 2016-07-29 a Wayback Machine.